# La Selva de Mar
La Selva de Mar là một đô thị trong comarca Alt Empordà, Girona, Catalonia, Tây Ban Nha.